# Головчак східний
Головчак східний (Carcharodus orientalis) — вид денних метеликів родини головчаків (Hesperiidae).

## Поширення
Вид поширений у Східній Європі, Західній Азії, Казахстані і Туркменістані. В Україні вид трапляється у степовій зоні, зрідка у лісостеповій.

## Спосіб життя
Метелики літають з травня по серпень. Трапляються на луках, степових ділянках, узліссях, обабіч доріг. В рік буває два покоління. Самиці відкладають яйця по одному на верхні листки кормових рослин. Гусінь живиться різними видами глухокропивових. Гусениці живуть у сховках зі сплетеного листя. Розвиваються 30 — 40 днів. Заляльковуються в коконі з листя.